# Röntgenplatz

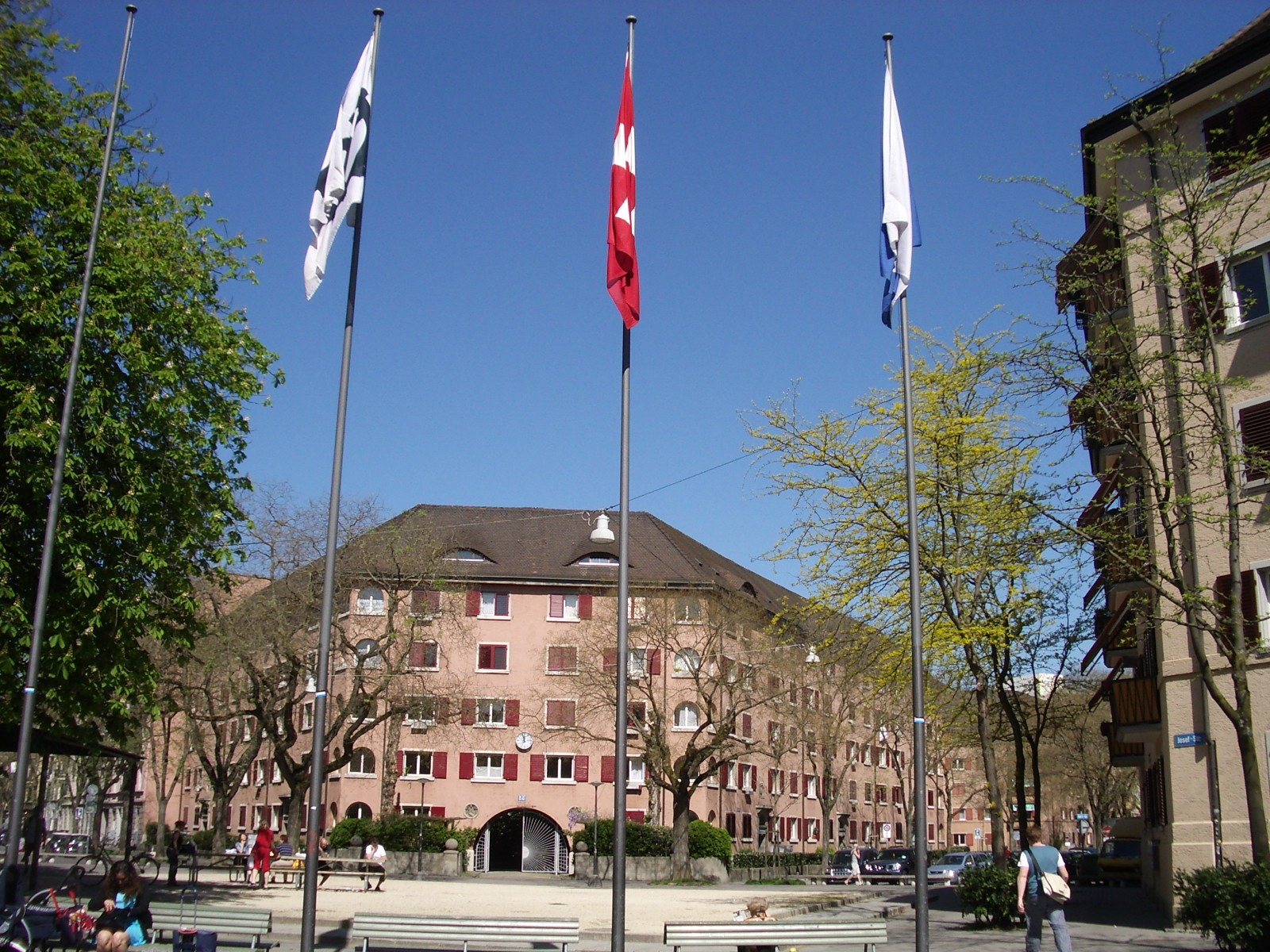
Röntgenpatz (2007)

Der Röntgenplatz ist ein Platz im Industriequartier in Zürich, der sich in den 1980er Jahren aus einer Strassenkreuzung entwickelt hat und zu den wichtigsten Verkehrsberuhigungsmassnahmen für das Quartier gehört. Heute wird er als Treffpunkt der Anwohner und für kulturelle Veranstaltungen genutzt, wie beispielsweise das geschichtlich verbundene Röntgenplatzfest oder das Sommerkino.

## Geschichte

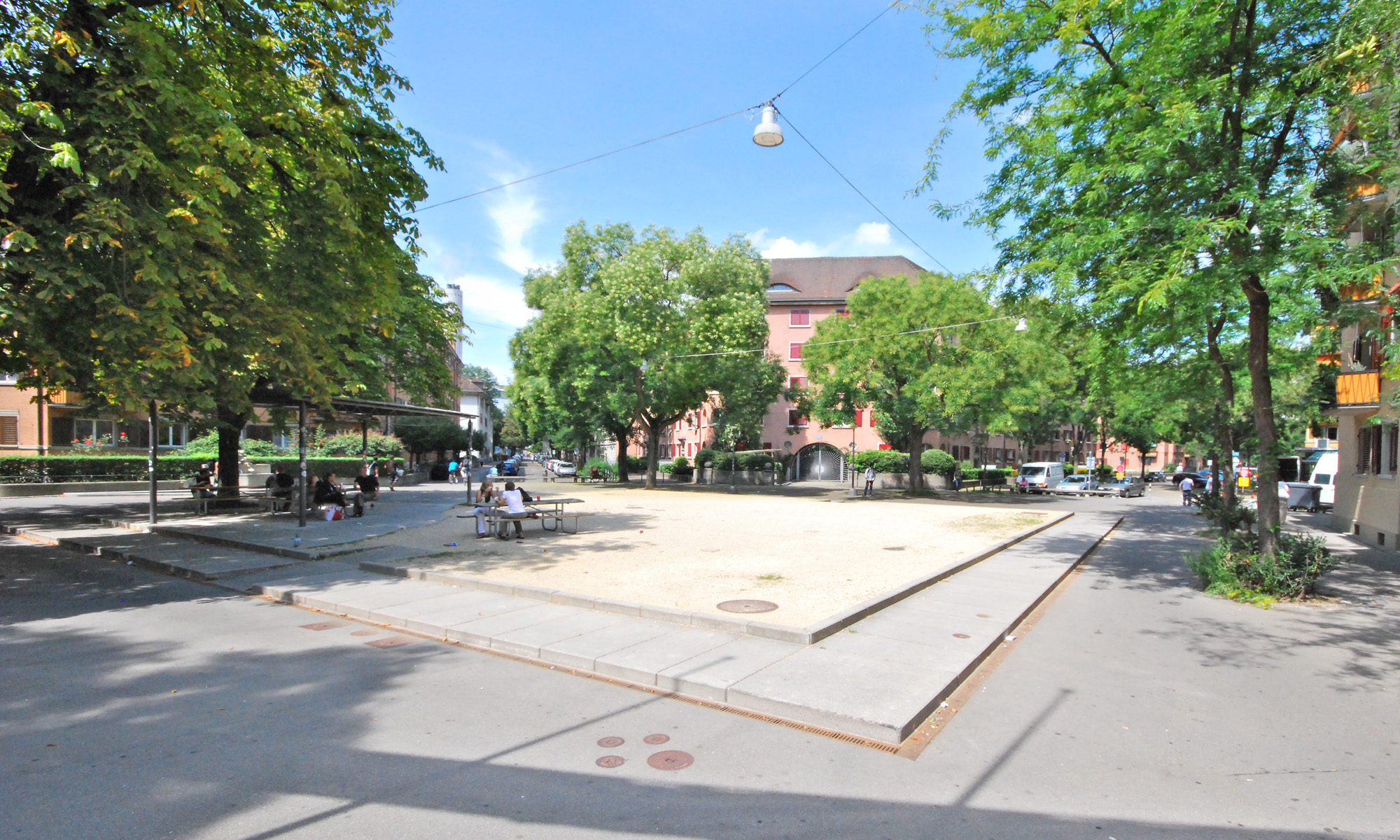
Der Röntgenplatz 2009 Richtung westliche Josefstrasse und nördliche Röntgenstrasse.

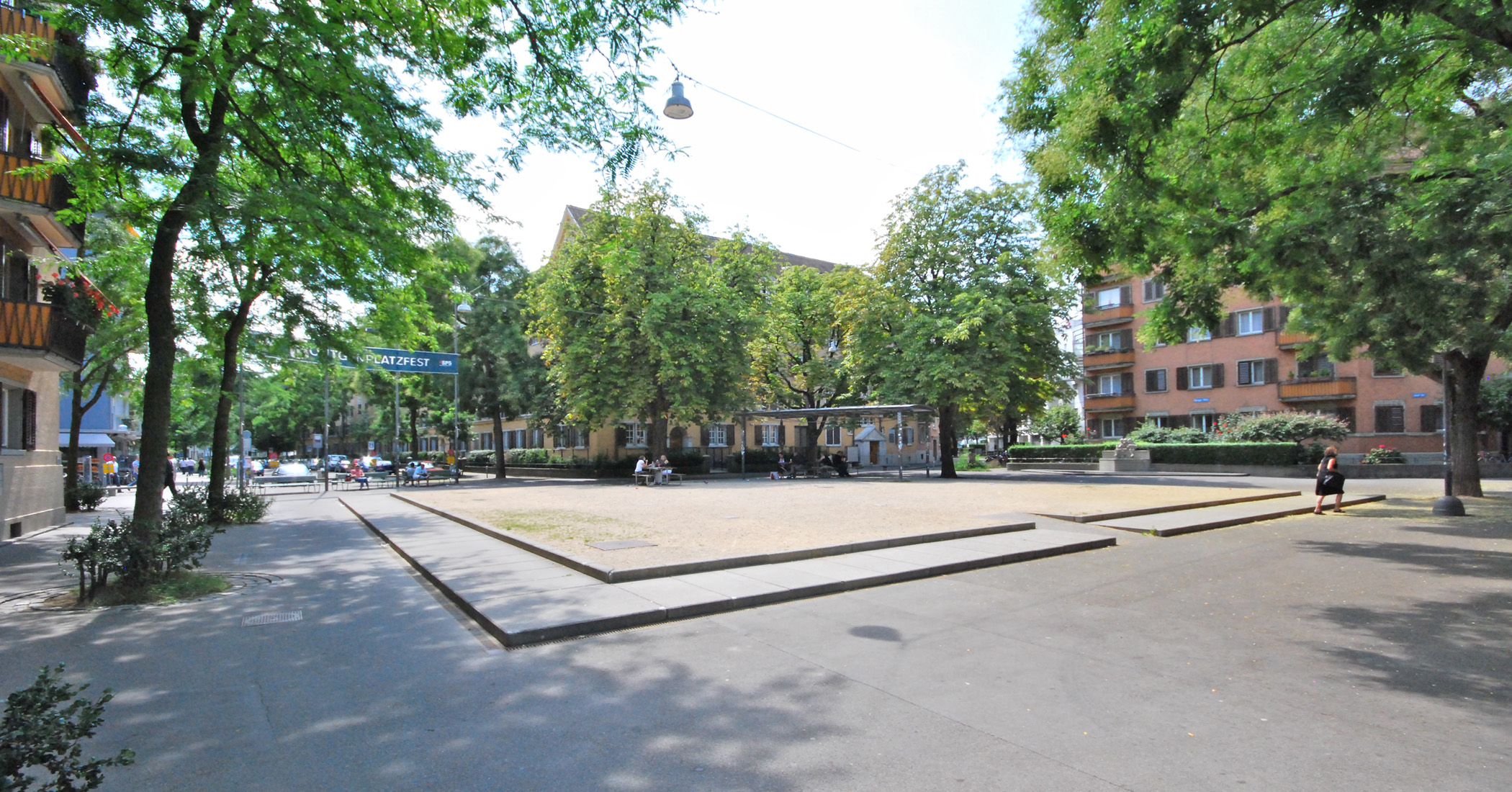
Der Röntgenplatz Richtung südliche Röntgenstrasse und westliche Fabrikstrasse.

Die polygone Grundfläche des heutigen Platzes, entstand nach 1894 zusammen mit der Röntgenstrasse. Diese entstand an der Stelle des 1855 angelegten Bahndammes der ersten Eisenbahnlinie zwischen Zürich und Winterthur. Der im Jahr 1894, zwecks Reduzierung der Steigung Richtung Wipkingertunnel, durch das Aussersihler Viadukt ersetzt wurde. Dabei wurde an der Kreuzung der Röntgenstrasse mit der Josefstrasse und der Fabrikstrasse eine secharmige Strassenkreuzung angelegt.
Die Röntgenstrasse ist benannt nach Wilhelm Conrad Röntgen, der von 1866 bis 1871 in Zürich studierte und 1895 die Röntgenstrahlen entdeckte.
Anfang der 1960er Jahre nahmen die Citybildungstendenzen in der Innenstadt von Zürich zu. Die Wohnquartiere nahe dem Zentrum drohten zu einem funktionalen Kern zu werden, der vor allem hohes Durchgangsverkehrsaufkommen hatte, nur noch attraktiv für Gewerbe und Bürohäuser war aber keine eigentliche Wohnqualität mehr bot. Diese Entwicklung machte in der Übergangszeit das frühere Industrie- und Arbeiterwohnquartier zu einem idealen Platz für Spekulanten, die alte Wohnhäuser an kaufkräftige Firmen verkaufen wollten und als ideale Verbleibe für das Sexgewerbe, das durch den zusammenbrechenden Wohnungsmarkt sich in die frei werdenden Häuser einmieten konnte.
Diese Entwicklung wurde politisch in der Bevölkerung nicht hingenommen und so entwarf man ein alternatives Konzept, mit verkehrsberuhigten Quartierstrassen, einer Kanalisation des Durchgangsverkehrs auf Strassen mit wenig Wohnungen und der Forderung nach Alterssiedlungen, Schulen und Naherholungsräumen, um die Wohnqualität im Quartier sicherzustellen. Im September 1971 nach einem freien Gespräch der im Gemeinderat vertretenen Parteien des Kreis 5 und den beiden Kirchgemeinden bildete sich eine überparteiliche Arbeitsgruppe Arbeitsgruppe Industriequartier kurz AGI genannt, die als politisches Plattform für diese Forderungen diente. Die Gruppe arbeitete einen ersten Vorschlag für die Verkehrsberuhigungsmassnahmen und der Bebauungen der freiwerdenden Bauflächen aus. Diese Variante I konnte aber nicht umgesetzt werden, da sie stark von Vereinigungen des anliegenden Gewerbes bekämpft wurde, das durch die Verkehrsberuhigungsmassnahmen einen Kundenschwund befürchtete. In den späteren Jahren wurde in Gesprächen mit dem Stadtrat eine stark veränderte und abgewogenere Variante II ausgearbeitet, die als wichtigste Forderung die Stilllegung der zentralen Strassenkreuzung der Röntgenstrasse, Josefstrasse und Fabrikstrasse vorsah und damit zur Bildung des Röntgenplatzes, so wie der Unterbruch der Limmatstrasse am Limmatplatz und einige verkehrspolizeilichen Massnahmen, wie weitere einfache Strassensperren. Die Josefstrasse, die Röntgenstrasse und die Limmatstrasse waren Verbindungen zum Hauptbahnhof Zürich und ins Stadtzentrum und waren deshalb viel benutzte Strassen für den reinen Durchgangsverkehr. Bei den Verkehrszählungen 1980 wurden täglich zwölf- bis vierzehntausend Autos gemessen. Die Idee war, aus dieser Kreuzung einen Platz für die Erholung und für das kulturelle Leben zu schaffen und gleichzeitig die umliegenden Strassen zu Sackgassen zu verwandeln. Aus dieser Idee heraus entwickelte sich der Begriff „Röntgenplatz“, obwohl er damals auf Stadtplänen nicht zu finden war.
Am 4. Februar 1979 wurde ein neues Verkehrskonzept für den Kreis 5 vorgestellt. Es sollten viele Einbahnstrassen geschaffen werden. Sowie die Teilsperrung des Röntgenplatzes war vorgesehen. Die Röntgenstrasse war, wie es heute realisiert ist, komplett durchbrochen und auf der nördlichen Seite eine Einbahnstrasse, die in die Fabrikstrasse einbiegt. Ebenso war die Josefstrasse durchbrochen und sollte ebenfalls in westlicher Richtung her in die südliche Fabrikstrasse eingebogen werden können, um so in die auf einem kurzen Stück beidseitig befahrbare Neugasse zu gelangen. Das Stück Josefstrasse zwischen Otto-Strasse und Röntgenplatz wäre eine Einbahnstrasse geworden. Die südliche Röntgenstrasse hätte mit der südlichen Fabrikstrasse und mit der östlichen Josefstrasse beidseitig befahrbar bleiben sollen. Die östliche Josefstrasse hätte eine Verbindung in die nördliche Fabrikstrasse gehabt. Auf dieses Konzept folgten 495 Einsprachen.

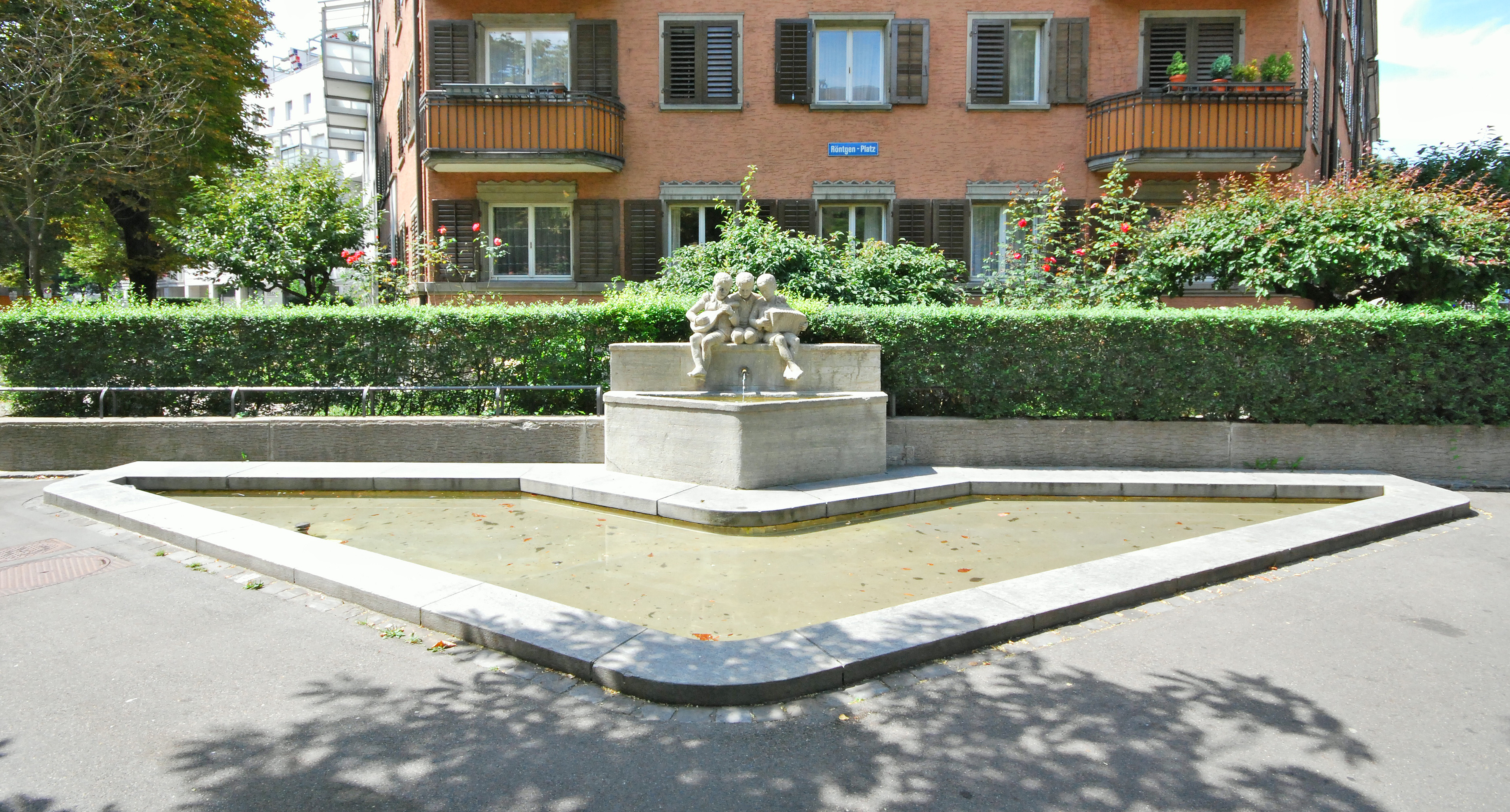
Der Notbrunnen auf dem Röntgenplatz

Am 27. September 1980 fand das erste Röntgenplatzfest statt, das zum Ziel hatte, die Kreuzung für kurze Zeit zu sperren und so auch die Nutzbarkeit als Platz zu demonstrieren. Kurz darauf am 30. September 1980 wurde der Beschluss des Stadtrats die Fahrstrasse am Röntgenplatz aufzuheben veröffentlicht mit einer Rekursfrist von 20 Tagen. Es folgten 67 Rekurse. Solange diese Rekurse nicht abgearbeitet wurden, sollte nichts an der bisherigen Verkehrsführung geändert werden.
Die endgültige Sperrung des Röntgenplatzes konnte erst am 6. April 1983 realisiert werden. Für die Gestaltung des neuen Röntgenplatzes wurden diverse Vorschläge erarbeitet. Dazu unrealistische wie ein „Dörfli-Platz“ mit einem künstlichen Bach quer über den Platz. Zu den realisierbaren Wünschen gehörte ein Anschluss für Wasser und Elektrizität für zukünftige Röntgenplatzfeste, einen Notbrunnen, bauliche Hindernisse für Autos, Notzufahrt für Feuerwehr und Sanität und die Befahrbarkeit des Platzes für Fahrräder.

## Röntgenplatzfest

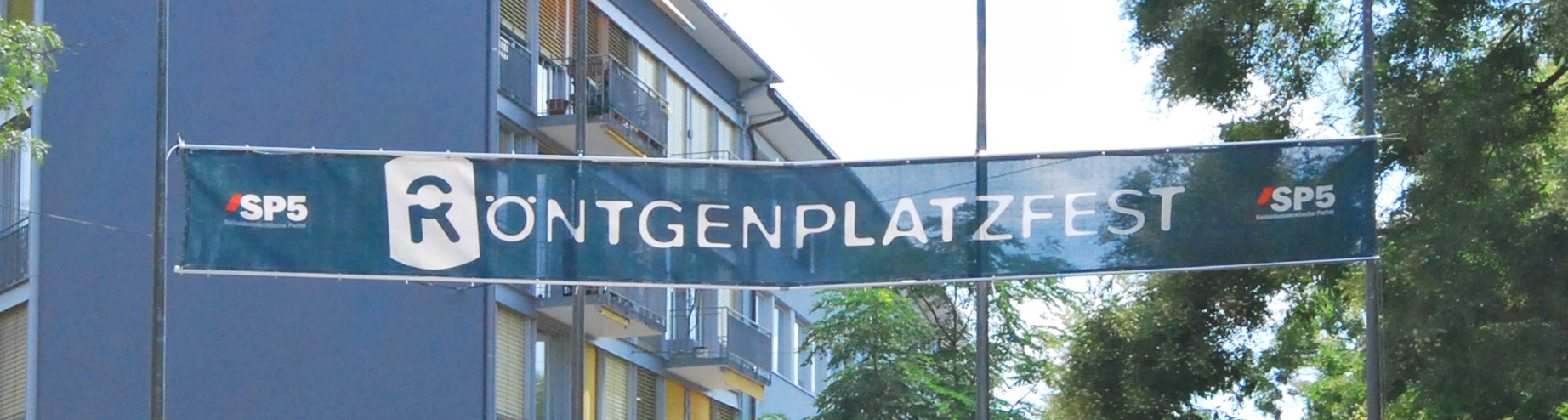
Röntgenplatzfestbanner

Das seit 1980 jährlich stattfindende Quartierfest auf dem Röntgenplatz ist geschichtlich eng mit der Röntgenplatzentstehung verbunden. Das Fest war Ausdruck der politischen Forderung für einen gesperrten und kulturell nutzbaren Platz. Das Fest fand deshalb bereits vor der offiziellen Sperrung der Strassenkreuzung statt. In den späteren Jahren erinnerte das Fest an die erfolgreiche Eröffnung des Platzes und den Verkehrsberuhigungsmassnahmen im Quartier. Obwohl das Fest immer eine politische Ausrichtung hatte, trat seit Mitte der 1990er Jahre die Verbindung zur Geschichte des Röntgenplatzes für viele Besucher immer mehr in den Hintergrund und das Quartierfest erreichte durch nationale oder internationale Acts eine Bekanntheit über die Quartiergrenzen hinaus. Aufgetreten am Röntgenplatzfest sind beispielsweise nationale Künstler wie Stiller Has (2001) und Michael von der Heide (1997) und internationale Künstler wie Edoardo Bennato (1997) oder Habib Koité (1998). Obwohl die meisten Besucher immer noch quartieransässig sind, verzeichnet das Fest nun auch etliche Besucher aus anderen Teilen der Stadt.
1996 wurde das 20-jährige Jubiläum gefeiert. Das aufgrund eines Versehens des Organisationskomitees, das sich auf Unterlagen eines Vorgängerkomitees stützte. Dieses verwendete das Jahr 1976 als erstes Röntgenplatzfest in einem Schreiben an die Stadt für eine Defizitgarantie. Offensichtlich wurde vom Vorgängerkomitee dem genauen Jahr des ersten Festes bei diesem Schreiben keine Bedeutung zugemessen, da es nur in den einleitenden Worten erwähnt wurde. Es wurde einfach nur geschätzt. Dies führte aber schliesslich zu der Verwirrung des nachfolgenden Komitees, das folglich im 1996 ein Jubiläumsjahr vermutete.
2009 wurde das 30-jährige Jubiläum gefeiert. Auch das folgt wiederum aus einem Interpretationsfehler. Da das Komitee nach dem versehentlichen Jubiläum auf eine explizite Jahreszählung verzichtete und die Feste nur noch nummerierte, fand in diesem Jahr eigentlich das 30. Röntgenplatzfest statt.

### Die ersten beiden Feste
Das erste Röntgenplatzfest fand am 27. September 1980 statt. Zum Organisationskomitee gehörten als Schirmherren die SP Sektion Zürich 5 und die reformierte Kirchgemeinde. Ebenso halfen die umliegenden Baugenossenschaften mit. Gemäss Programm sollte die Festwirtschaft von 16 bis 23 Uhr dauern und es wurden Ansprachen des Stadtrats Ruedi Aeschbacher und des Stadtammanns Bähni angekündigt. Am Nachmittag sollte ein Zeichenwettbewerb für die Kinder stattfinden und ab 19 Uhr konnte getanzt werden. Das Fest kritisierten einige Personen und Organisationen im Vorfeld, da sie durch diese Nutzung eine Mehrbelastung für das Quartier befürchteten. Das Fest wurde trotzdem rege besucht und um 21 Uhr wurde das Essen und die Getränke knapp und es musste nachorganisiert werden. Um 22 Uhr wurden schliesslich auch die Stühle knapp. Der Stadtrat Ruedi Aeschbacher verkündete am Fest die geplante Stilllegung des Platzes. Der Reingewinn betrug schliesslich Fr. 1'781.90.
Das zweite Röntgenplatzfest war bereits ein zweitägiges und verbunden mit dem 75-jährigen Jubiläum der SP Zürich 5. So gab es am Samstag, den 4. September 1981 wieder ein Kinderprogramm und für politische Zwecke eine Ausstellung zur Verkehrsberuhigung. Gegen Abend wurde dann wieder getanzt bis Mitternacht. Am Sonntagmorgen dem 5. September gab es einen Brunch, wobei die Quartierbewohner ihr Essen selber mitbringen mussten.